# Кронжек
Кро́нжек (пол. Krążek) — село в Польше в сельской гмине Болеслав Олькушского повета Малопольского воеводства.
В 1975—1998 годах село входило в состав Краковского воеводства.

## Население
По состоянию на 2013 год в селе проживало 142 человека.
| Перепись  | Всего   | Всего | Женщины | Женщины | Мужчины | Мужчины |
| --------- | ------- | ----- | ------- | ------- | ------- | ------- |
| Единицы   | человек | %     | человек | %       | человек | %       |
| Население | 142     | 100   | 76      | 53,5    | 66      | 46,5    |

## Известные личности и уроженцы
- Станислав Цишевский (1865—1930) — польский этнограф, профессор Львовского университета.